# Psalm 117

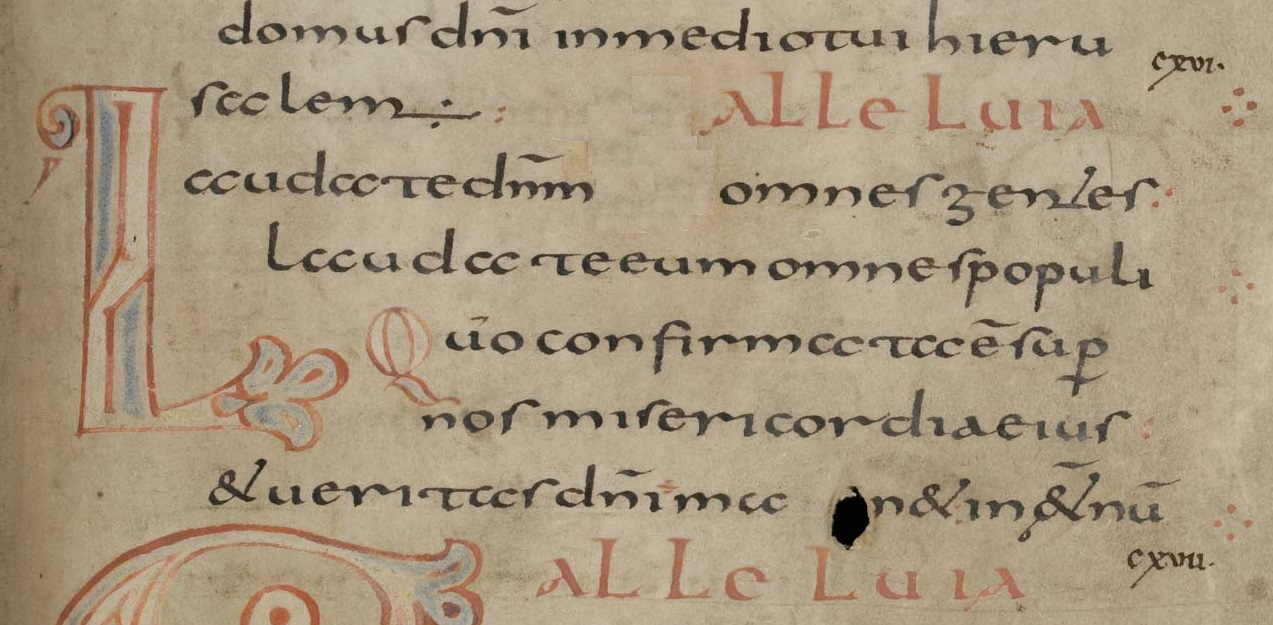
Psalm 117 im Wolfcoz-Psalter, Abtei St. Gallen, um 825

Der Psalm 117 (Ps 117 ) ist der kürzeste Psalm und mit nur zwei Versen auch gleichzeitig das kürzeste Kapitel der Bibel. Er ist Teil des Hallel, das an hohen jüdischen Feiertagen gesungen wird. In der Septuaginta und der Vulgata hat er die Nummer 116. Als einer der Sonntagsvesper-Psalmen gehört er zu den meistvertonten Texten der abendländischen Musikgeschichte (Laudate Dominum omnes gentes).
Inhaltlich ist er eine Aufforderung an alle Völker – also auch die (noch) nicht zum Gottesvolk gehörige Menschheit –, JHWH, den Gott Israels, zu verherrlichen, weil seine Bundestreue unverbrüchlich ist. Mit dem Wort „Heiden“ im Sinne von „nichtjüdische Völker“ übersetzte Luther das Wort gojim.
Nach der Übersetzung Luthers lautet er:
1Lobet den HERRN, alle Heiden!

Preiset ihn, alle Völker!
2Denn seine Gnade und Wahrheit

waltet über uns in Ewigkeit.
Halleluja!

## Vertonungen
Der Psalm 117 ist durch seine lateinischen Anfangsworte als Laudate dominum („Lobet den Herrn“) bekannt. Er wurde von einer Reihe von Komponisten vertont, unter anderem von William Byrd, Johann Sebastian Bach: Lobet den Herrn, alle Heiden, BWV 230, Michel-Richard Delalande, Marc-Antoine Charpentier (6 Vertonungen), Wolfgang Amadeus Mozart (Teil seiner Vesperae de Dominica und Vesperae solennes de Confessore), Robert Strassburg (1915–2003) als Psalm 117 sowie Fredrik Sixten.